# Райхерсбоєрн
Райхерсбоєрн (нім. Reichersbeuern) — громада в Німеччині, розташована в землі Баварія. Підпорядковується адміністративному округу Верхня Баварія. Входить до складу району Бад-Тельц-Вольфратсгаузен. Центр об'єднання громад Райхерсбоєрн.
Площа — 15,41 км2. Населення становить 2476 ос. (станом на 31 грудня 2020).